# حسن لاهوتی (مترجم)
حسن لاهوتی (۱۴ دی ۱۳۲۳ – ۱۷ اسفند ۱۳۹۱) مترجم، نویسنده، و مولوی‌پژوهِ ایرانی بود.

## زندگی
حسن لاهوتی در ۱۴ دی ماه سال ۱۳۲۳ در شهر سبزوار به دنیا آمد. پس از اتمام تحصیلات ابتدایی و متوسطه، موفق به دریافت لیسانس در رشته زبان انگلیسی از دانشکده ادبیات دانشگاه فردوسی مشهد گردید، و فوق لیسانس خود را از دانشگاه ایالتی میشیگان «MSU» دریافت کرد و بعد از انقلاب ۱۳۵۷ به مشهد بازگشت. وی، از سال ۱۳۶۳ به عنوان مترجم در بنیاد پژوهش‌های اسلامی آستان قدس رضوی مشغول شد و نیز به تدریس در دانشگاه پرداخت.
وی از شاگردان ، مریدان و همراهان سید جلال‌الدین آشتیانی بود. لاهوتی کتاب شرح مثنوی معنوی اثر رینولد نیکلسون را با راهنمایی و در کنار سید جلال‌الدین آشتیانی ترجمه کرد و بر آن تعلیق نوشت. ترجمهٔ مجموعهٔ شش‌جلدی شرح بر مثنوی معنوی (برگزیدهٔ چهاردهمین دورهٔ کتاب سال جمهوری اسلامی ایران) شد. جان جان، منتخبات دیوان شمس دیگر اثر رینولد نیکلسون را نیز به فارسی برگرداند. از دیگر آثار لاهوتی می‌توان به ترجمهٔ دو کتاب شکوه شمس و محمد رسول خدا نوشتهٔ آنه‌ماری شیمل، استاد دانشگاه هاروارد، اشاره کرد. همچنین ترجمه کتاب مولانا: دیروز تا امروز، شرق تا غرب نوشته فرانکلین لوئیس، استاد دانشگاه شیکاگو، نیز از دیگر کارهای اوست. کتاب ارغنون مولوی، تفسیری دقیق و ساده از چند داستان مثنوی معنوی، تنها تألیف اوست. همچنین بیش از پنجاه مقاله در نشریه‌های تخصصی همچون کلک، بخارا، گلچرخ، و حکمت و معرفت از او به جای مانده‌است. حسن لاهوتی بر اثر بیماری سرطان ریه در ۱۷ اسفند ۱۳۹۱ در شهر هزلت، میشیگان آمریکا درگذشت. لاهوتی در باغ خواجه ربیع مشهد به خاک سپرده شد.

## آثار

### تألیف
- ارغنون مولوی، تهران: نامک، ۱۳۹۰
- سوی هستی؛ داستان مولوی با مثنوی
- تصحیح و مقابلهٔ مثنوی نیکلسون و نسخهٔ قونیه[۴]

### ترجمه
- مولانا: دیروز تا امروز، شرق تا غرب، نویسنده: فرانکلین لوئیس، تهران: نامک، ۱۳۸۴
- محمد (ص) رسول خدا، نویسنده: آنه‌ماری شیمل، تهران: شرکت انتشارات علمی و فرهنگی، ۱۳۸۳
- جانِ جان؛ منتخباتی از دیوان شمس همراه با ترجمه انگلیسی و توضیحات، جلال‌الدین محمد بن محمد مولوی، مصحح: رینولد الین نیکلسون، تهران: نامک، ۱۳۸۱
- شرح مثنوی معنوی مولوی (۶ جلد)، نویسنده: رینولد الین نیکلسون، تهران: شرکت انتشارات علمی و فرهنگی، ۱۳۷۴
- مسلمانان هندِ بریتانیا، نویسنده: پی هاردی، مشهد: بنیاد پژوهش‌های اسلامی، ۱۳۷۰[۴]
- شکوه شمس، سیری در آثار و افکار مولانا جلال‌الدین رومی، نویسنده: آنه‌ماری شیمل، تهران: شرکت انتشارات علمی و فرهنگی، ۱۳۶۷
- جنبش اسلامی و گرایش‌های قومی در مستعمره هند، نویسنده: مشیر الحسن، مشهد: بنیاد پژوهش‌های اسلامی، ۱۳۶۷
- خدمات مسلمانان به جغرافیا، نویسنده: نفیس احمد، مشهد: بنیاد پژوهش‌های اسلامی، ۱۳۶۷

با سلام 
من صحرا فرح پور 
مدرک تحصیلی: کارشناسی ارشد رفتار حرکتی
نوه ی استاد علی فرح پور بر خود وظیفه دانستم که آثاری را که پدربزرگم سال های سال با جناب  آقای حسن لاهوتی همکار و همیار بودند برای مثنوی پژوهان و خوانندگان این آثار پر گهر معرفی کنم.
- هفت بار ویراستاری و تصحیح مثنوی معنوی چهار جلدی که آخرین تصحیح رینولد.ا.نیکلسون و مقابله مجدد با نسخه قونیه تصحیح مجدد و ترجمه حسن لاهوتی چاپ انتشارات میراث مکتوب و همچنین مثنوی چهار جلدی انتشارات قطره که در مورد پدربزرگم در مقدمه یاد کرده اند.
- کتاب شکوه شمس نوشته ی حکیم بانو آنه ماری شیمل به ترجمه حسن لاهوتی که تصحیح چاپی آن را پدر بزرگم عهده دار بود.
- کتاب محمد رسول خدا نویسنده آنه ماری شیمل که تمام پاورقی ها (حاشیه نویسی) آن را پدربزرگم همیار ایشان بودند.
- شرح مثنوی معنوی مولوی شش جلدی چاپ انتشارات شرکت انتشارات علمی و فرهنگی چاپ دوم از رینولد الین نیکلسون ترجمه و تعلیق حسن لاهوتی که پدر بزرگم بنابه نوشته ی استاد لاهوتی ترجمه های بعضی از شرح کبیر انقروی که به زبان ترکی عثمانی بود پدر بزرگم حدود سی مقاله از ترکی به فارسی ترجمه کرده که در جلد پنجم کتاب گهربار حضرت نیکلسون به نام فرح پور درج نموده اند.
- ویراستاری کتاب مولانا دیروز تا امروز، شرق تا غرب نویسنده فرانکلین دین لوئیس به ترجمه حسن لاهوتی  از انتشارات نشر نامک، که چنین از پدر بزرگم تجلیل به عمل آورده اند:

از فرح پور بگویم این مرد شریف که در کنج کتابخانه اش در شهر تبریز بی سرو صدا نشسته از صادق ترین عاشقان عالم دانش و معرفت ، خاص مولانا جلال الدین بلخی و مولانا شمس الدین تبریزی است و کم تر کتابی را می توان نام برد که در ایران درباره این دو عارف بلند آوازه نوشته شده باشد و او (فرح پور) به دقت تمام آن را نخوانده باشد و بی اغراق می توان گفت که بیش از نیمی از نیروی بینایی خود را بر سر این سودا نهاده است این ایرانی پاک نهاد چاپ اول کتاب حاضر را (چاپ اول) با دقت و حوصله بسیار از آغاز تا انجام خواند و انواع غلط ها و اشتباه های آن را با ذکر جزئیات هر یک طی چندین ماه برای من فرستاد و بنده هم شاگردوار آن ها را در متن کتاب اعمال کردم. بدین سبب از دوست وارسته و دانشمند نکته سنج جناب آقای علی فرح پور سپاس گزارم و...
- کتاب ارغنون مولوی از انتشارات نامک که آقای لاهوتی در باره جلال الدین محمد بلخی نوشته بودند ویراستاری آن را پدربزرگ من به عهده داشت.
- جان جان نوشته رینولد.الن.نیکلسون منتخباتی از دیوان شمس همراه با ترجمه انگلیسی و توضیحات به تحقیق و ترجمه حسن لاهوتی از نشر نامک به مدیریت جناب آقای محمد منبت کاران به ویراستاری علی فرح پور.